# Samuel Gompers
Samuel Gompers (Londres, 27 de janeiro de 1850 – 13 de dezembro de 1924) foi um sindicalista estadunidense, nascido no Reino Unido. 
Emigrou para os Estados Unidos em 1863. Foi presidente do Sindicato dos Trabalhadores nas Fábricas de Cigarros (Cigarmakers' Union) e fundador da Federação Americana do Trabalho (American Federation of Labor - AFL) em 1886, na cidade de Columbo, no estado de Ohio, a qual presidiu até sua morte.
Sepultado no Cemitério de Sleepy Hollow.